# Daniel Sánchez Arévalo
Pour les articles homonymes, voir Arevalo.
Daniel Sánchez Arévalo (né le 24 juin 1970 à Madrid) est un réalisateur espagnol remarqué dans les années 2000 et 2010, notamment pour son film Azul (Azuloscurocasinegro) en 2006.

## Biographie
Daniel Sánchez Arévalo est à l'origine d'une famille de cinéma, faisant intervenir régulièrement (y compris dans ses courts-métrages) ses acteurs fétiches tels que Antonio de la Torre, Quim Gutiérrez et Raúl Arévalo, tous trois primés aux Goya pour ses films.
Également écrivain, il est finaliste en 2015 du prix Planeta pour son roman La isla de Alice.

## Filmographie

### Longs-métrages

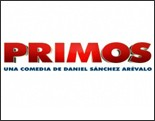
Primos, film de 2011

- 2006 : Azul (Azuloscurocasinegro) ; notamment primé à Venise (prix Europa Cinemas et UAAR), Toulouse (violette d'or) et aux Goya (6 nominations dont le prix du meilleur jeune réalisateur)
- 2009 : Gordos ; 8 nominations aux Goya
- 2011 : Primos ; 2 nominations aux Goya
- 2013 : La gran familia española
- 2019 : À dix-sept ans (Diecisiete)